# Varanus beccarii
Varanus beccarii là một loài thằn lằn trong họ Varanidae. Loài này được Doria mô tả khoa học đầu tiên năm 1874.

## Hình ảnh

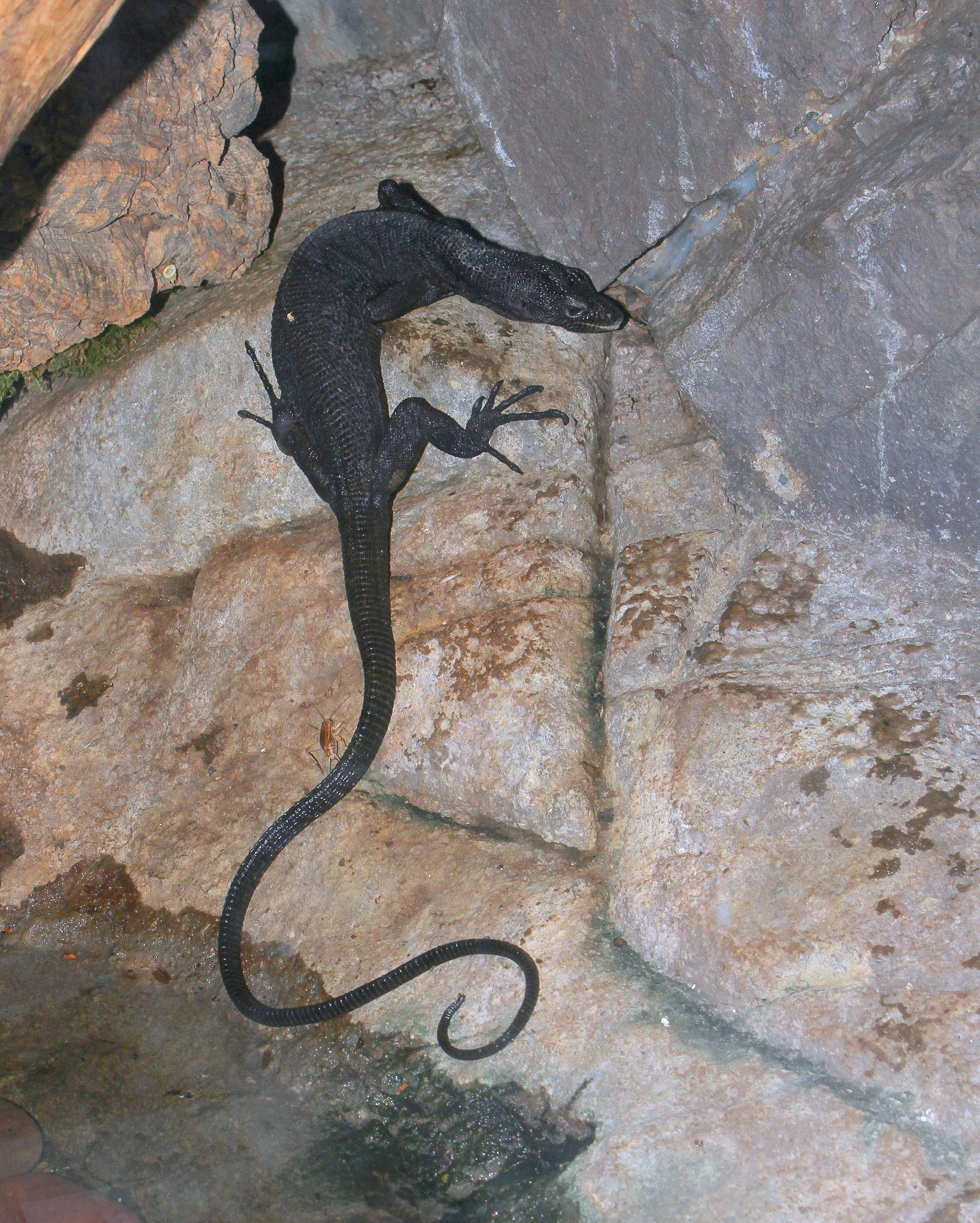
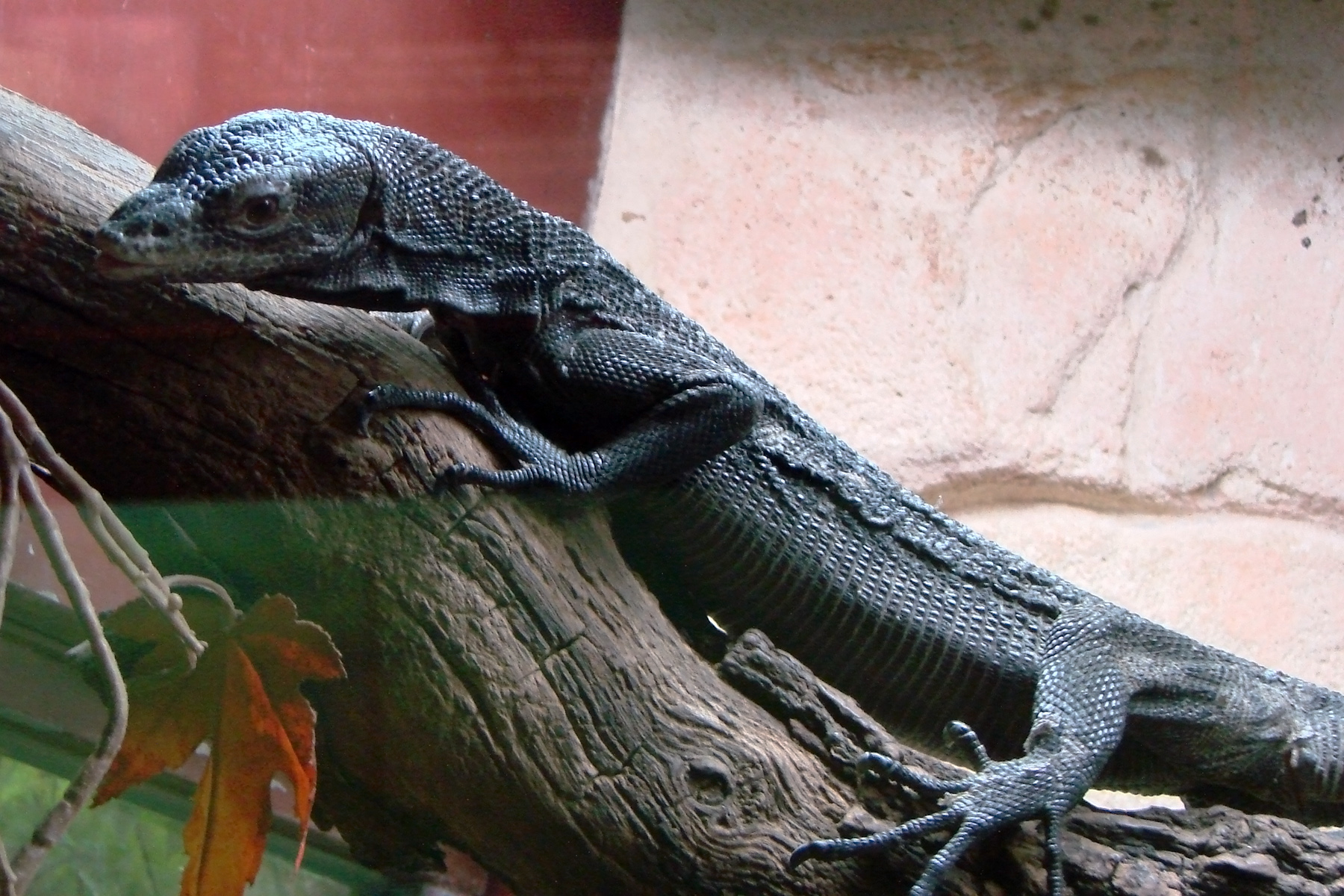
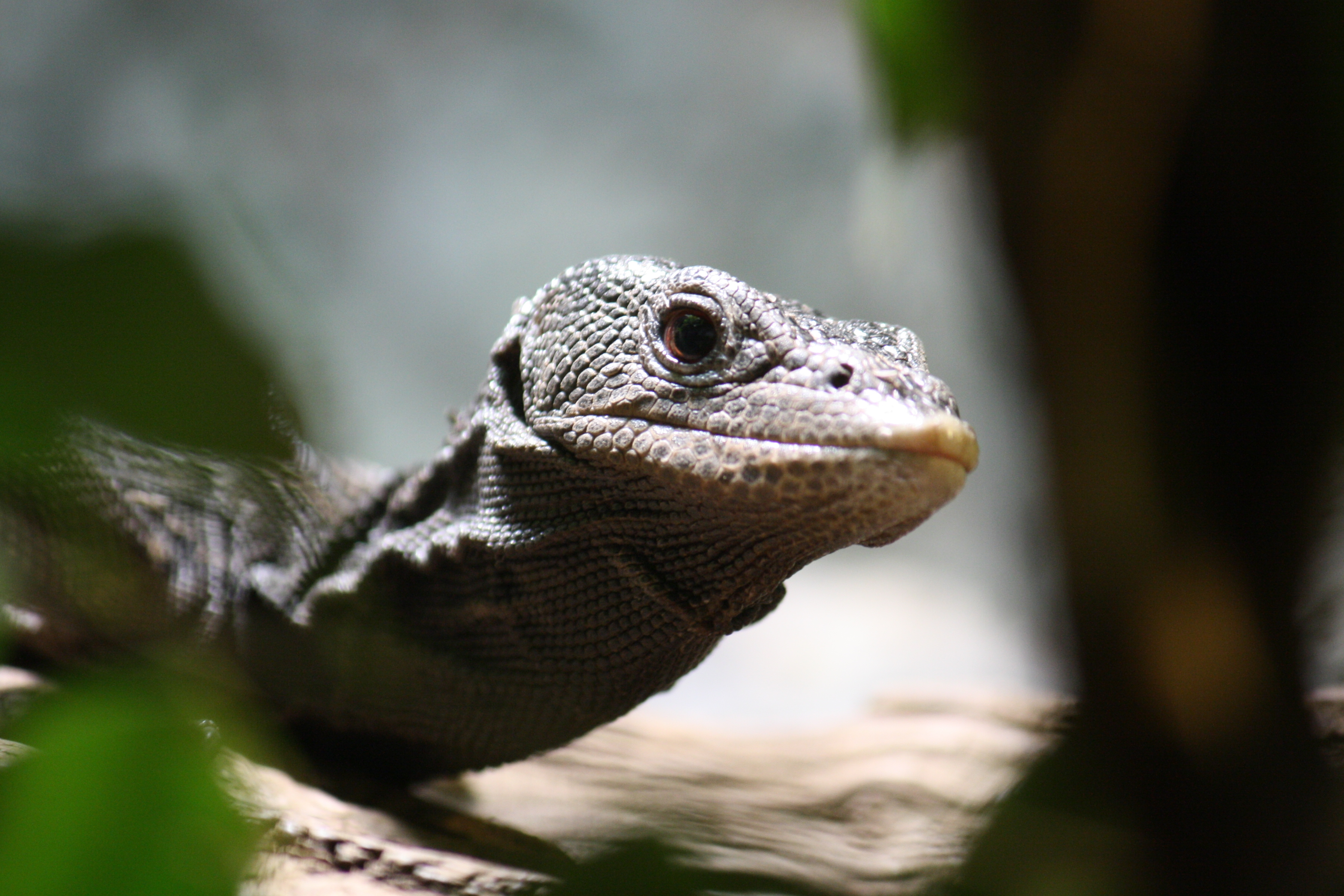
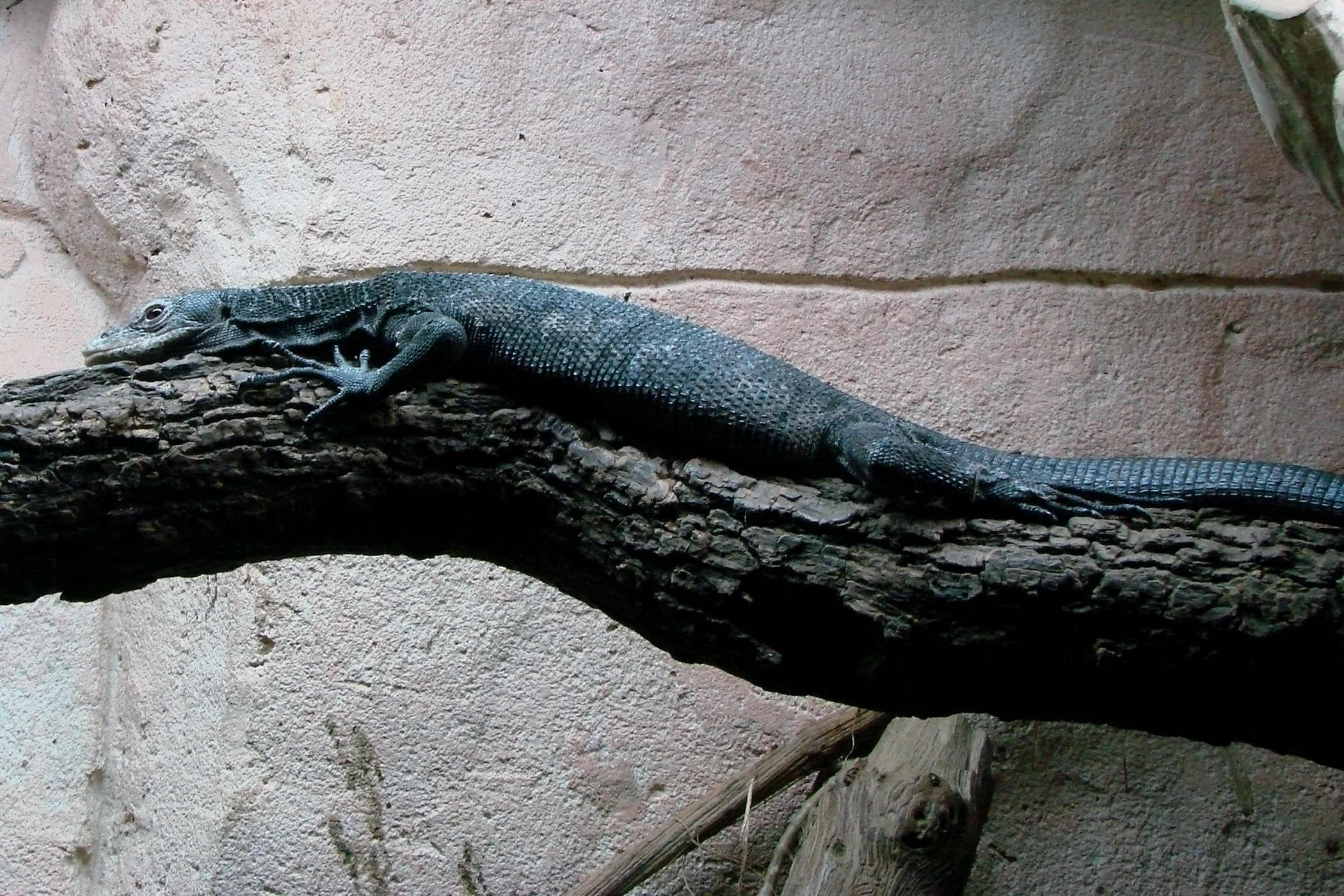
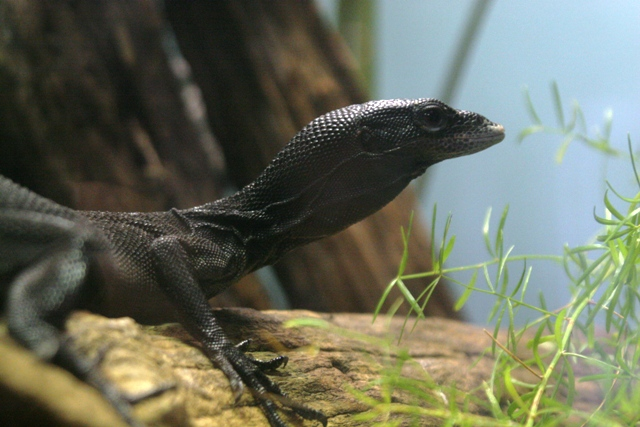